# Виетнам Еърлайнс
„Виетнам Еърлайнс“ (междунар. Vietnam Airlines; на виетнамски: Hãng hàng không Quốc gia Việt Nam) е националната авиокомпания на Социалистическа република Виетнам. Управлява се от пет- до деветчленен съвет на директорите с петгодишен мандат.
Създадена е през януари 1956 г.
На 10 юни 2010 г. става част от алианса SkyTeam.
Обслужва над 50 маршрута с общо над 360 ежедневни полета до Източна и Югоизточна Азия, Европа, Океания и Северна и Южна Америка.